# 高桑義高
高桑 義高（たかくわ よしたか、1925年11月10日-2006年5月17日  ）は、日本の経営者。サッポロビール社長、会長を務めた。北海道函館市出身。

## 来歴・人物
1949年に東京商科大学を卒業し、同年に大日本麦酒(のちのサッポロビール)に入社した。1973年に経理部長に就任し、取締役、常務、専務を経て、1983年3月には社長に就任した。1989年3月に会長に就任し、1991年3月から相談役を務めた。
1996年4月に勲三等旭日中綬章を受章した。
2006年5月17日下咽頭がんのために死去。80歳没。